# 人和镇 (安岳县)
人和镇，原为人和乡，是中华人民共和国四川省资阳市安岳县曾经下辖的一个镇。2019年12月，撤销人和镇，将其所属行政区域划归通贤镇管辖。

## 行政区划
人和镇撤销前下辖以下地区：
人和村、学新村、文寨村、广德村、凉平村、三学村、广云村和堰河村。